# مارتن مايلز فيلر
مارتن مايلز فيلر (من مواليد 17 سبتمبر 1948) هو ناقد معماري أمريكي. اشتهر بمقالاته الطويلة عن العمارة الحديثة التي ظهرت في مجلة نيويورك لمراجعه الكتب منذ عام 1985،
والتي كانت بمثابة أساس لكتابه صناع العمارة الحديثة لعام 2007، الذي نشرته كتب مراجعه نيويورك.

## تعليمه
ولد فيلر في كولورادو سبرينغز، كولورادو، وحصل على درجة البكالوريوس في تاريخ الفن من جامعة كولومبيا في عام 1970 ودرجة الماجستير من قسم تاريخ الفن وعلم الآثار بجامعة كولومبيا في عام 1972

## مهنته
بدأ فيلر حياته المهنية في عام 1973 في مطبعة كلية المعلمين بجامعة كولومبيا. من عام 1974 إلى عام 1977 كان محررا لكتب السجلات المعمارية في ماكجرو هيل، حيث أنتج مختارات من كتابات فرانك لويد رايت ولويس مومفورد. بدأ المساهمة في مراجعة الكتب في مجلة السجل المعماري في عام 1974، وبعد ثلاث سنوات أصبح محررا مشاركا في الهندسة المعمارية التقدمية. في عام 1979، بدأ فيلر ارتباطه الطويل بمنشورات كوندي ناست، حيث كان محررا لمجله المنزل والحديقة حتى توقفت المجلة عن النشر في عام 2007. من عام 1990 إلى عام 1994 كان أيضا محررا مساهما في فانيتي فير، حيث كتب لمحات عن شخصيات رئيسية في الفنون بما في ذلك لوسيان فرويد وروي ليختنشتاين وبول ميلون وإي إم. باي، إيرفينغ بن، وجاكوب روتشيلد. من عام 1999 إلى عام 2003، كان الناقد المعماري للجمهورية الجديدة، وفي ذلك العام الأخير تم انتخابه زميلا في الأكاديمية الأمريكية للفنون والعلوم.

## كتابته
ظهرت كتاباته عن الهندسة المعمارية والفن والتصميم - أكثر من 1000 مقالة حتى الآن - في مجموعة واسعة من الدوريات والصحف والمجلات العلمية وكتالوجات المعارض في الولايات المتحدة وأوروبا واليابان، بما في ذلك حوالي 50 قطعة لصحيفة نيويورك تايمز. خلال أوائل الثمانينيات، أدار الفن في أمريكا سلسلته المكونة من أحد عشر جزءا على جيل ناشئ من المهندسين المعماريين الطليعيين بما في ذلك فرانك جيري وآخرين حتى الآن لتحقيق اعتراف واسع النطاق.

### المنشورات
تم نشر كتابه صناع العمارة الحديثة لعام 2007 من قبل New York Review Books وطبعة باللغة الإسبانية، La arquitectura moderna y sus creadores، وستنشره ألبا في أكتوبر 2012. أشاد بها روبرت هيوز بأنها "إلى حد بعيد الكتابة الأكثر ذكاء وشكلية عن الهندسة المعمارية التي تم القيام بها في السنوات الأخيرة"، ووصف فيلر بأنها "ناقد منتظم واحد في الصحافة الأمريكية الذي تعتبر قطعه متعة مضمونة لإعادة النظر - أو القراءة لأول مرة"
نشرت نيويورك ريفيو بوكس مجموعة ثانية من مقالاته في نيويورك ريفيو، صناع العمارة الحديثة، المجلد الثاني، في خريف عام 2013. وفقا للمؤرخ جورج بيرد، "في أعقاب تحول كبير في التينور أو النقد المعماري... يمكن أن يدعي [فيلر] أنه أطلق النغمة الجديدة، وتوجها اجتماعيا جديدا للتصميم المعماري. . . نمت قوة كتابة فيلر باطراد مع مرور الوقت ويبدو لي أنه يمكنه الآن المطالبة برف الراحل آدا لويز هكستابل، الناقد الأكثر إثارة للإعجاب في الآونة الأخيرة."
تم تمديد السلسلة مرة أخرى مع نشر صناع العمارة الحديثة، المجلد الثالث في خريف عام 2018.
غالبا ما يكون انتقاد فيلر متهورا وصريحا: في مقال في صحيفة نيويورك تايمز في صفحة افتتاحية، ندد بإضافة غواثمي سيجل إلى متحف غوغنهايم لفرانك لويد رايت باعتباره "العمل الأكثر فظاعة للتخريب المعماري منذ هدم محطة بنسلفانيا".في مجلة نيويورك ريفيو أوف بوكس، وصف إعادة بناء برلين بعد إعادة التوحيد بأنها "أعفة ذات أبعاد هائلة، وأكبر فرصة ضائعة في التحضر بعد الحرب"،ووصف الهياكل الشبيهة بالطيور للمهندس المعماري الإسباني سانتياغو كالاترافا بأنها "كيتش"

#### تصحيح ريم كولهاس
جذب ملف فيلر الشخصي في 10 مايو 2012 لريم كولهاس في مجلة نيويورك ريفيو أوف بوكس انتباه المهندس المعماري لأخطائه الواقعية استنادا إلى ما وجده فيلر على ويكيبيديا. عندما كتب كولهاس NYRB لتصحيح الأخطاء، رد فيلر بإلقاء اللوم على كولهاس لعدم تصحيح صفحة ويكيبيديا الخاصة به  (تم تصحيح هذه الأخطاء في النسخة المنقحة من مقال كولهاس الذي يظهر كفصل 13 في صناع العمارة الحديثة، المجلد الثاني).

##### تصحيح زها حديد
من أغسطس 2014 حتى يناير 2015، كان موضوع دعوى قضائية من قبل زها حديد بسبب التعليقات الخاطئة التي أدلى بها في مجلة نيويورك ريفيو أوف بوكس. في غضون أيام من الإجراء القانوني، أصدرت فيلر بيانا عاما ينص، جزئيا، على "كتبت أن "ما يقدر بألف عامل ... لقوا حتفهم أثناء بناء مشروعها حتى الآن" ... [في حين أنه في الواقع] لم تكن هناك وفيات للعمال في مشروع الوكرة". وأضاف: "أنا نادم على الخطأ". في أوائل عام 2015، سحبت حديد شكواها وبموجب شروط اتفاقية تسوية سرية تبرعت "بمبلغ غير معلوم من المال لمنظمة خيرية تحمي حقوق العمل وتدافع عنها".

## مساعي أخرى.
عمل فيلر كقيم ضيف لمعرض متحف ويتني للفنون الأنماط العالية: التصميم الأمريكي للقرن العشرين (1984) ومعرض متحف بروكلين الأشكال الحيوية: الفن والتصميم الأمريكي في العصر الذري، 1940-1960 (2001)

## المشاهدات
توسعة موما
مقال فيلر في 23 مايو 2013 الذي يدين نية متحف الفن الحديث لهدم مبنى متحف الفن الشعبي الأمريكي المجاور لتود ويليامز وبيلي تسيين لإفساح المجال لمزيد من التوسع في متحف الفن الحديث كان له الفضل على نطاق واسع في دفع المؤسسة على إعادة النظر في خططها. كما أشار بيرد، "من الصعب تخيل أن صوت فيلر لم يكن له تأثير كبير على الوضع".

## حياته الشخصية
في عام 1978، تزوج من المؤرخة المعمارية روزماري هاج بليتر، التي تعاون معها في عرض ويتني. كتبوا معا وأجروا مقابلات لثلاثة أفلام وثائقية لمايكل بلاكوود: ما وراء اليوتوبيا: تغيير المواقف في العمارة الأمريكية (1983)، وأراتا إيزوزاكي (1985)، وجيمس ستيرلينغ (1987).

## الجوائز والأوسمة
2003 زميل منتخب في الأكاديمية الأمريكية للفنون والعلوم
جائزة PEN/Diamonstein-Spielvogel لعام 2014 لفن المقال، القائمة الطويلة، لصانعي العمارة الحديثة، المجلد الثاني 
2017 ستيفن أ. جائزة Kliment Oculus في الصحافة المعمارية، التي يمنحها المعهد الأمريكي للمهندسين المعماريين فرع نيويورك، لتكريم أحد الإعلاميين الإعلاميين "تأثيره على ممارسة الهندسة المعمارية وعلى مساعدة العاملين في مهنة الهندسة المعمارية من خلال تعزيز معاييرها ورفعها".